# Association to Advance Collegiate Schools of Business
Association for Advance Collegiate Schools of Business (AACSB), é uma organização de acreditação estadunidense, fundada em 1916, que fornece credenciamento a escola de negócios.:2 Inicialmente conhecida como Associação Americana de Escolas Colegiadas de Negócios e como Associação Internacional para Educação Gerencial. 
Nem todos os membros da associação são credenciados;:92 pois esta não credencia escolas com fins lucrativos.  Em 2016, perdeu o reconhecimento pelo Conselho de Acreditação no Ensino Superior. 

## História
A Assembléia Americana de Escolas de Negócios Colegiadas foi fundada como um órgão de credenciamento em 1916 por um grupo de dezessete universidades e faculdades americanas.:2  As primeiras acreditações ocorreram em 1919.:2 Por muitos anos, a associação credenciou apenas as escolas de negócios americanas. Mas, na última parte do século XX, defendia uma abordagem mais internacional da educação empresarial.  A primeira escola credenciada fora dos Estados Unidos foi a Universidade de Alberta, em 1968,  e a primeira fora da América do Norte foi a escola de negócios francesa ESSEC, em 1997.  
Robert S. Sullivan, dean of Rady School of Management, became chair of the association in 2013.
A associação teve dificuldades com o reconhecimento do Conselho de Acreditação no Ensino Superior em 2016. Em janeiro de 2015, o conselho adiou o reconhecimento, aguardando a satisfação de seus requisitos políticos;  e em julho, seu Comitê de Reconhecimento recomendou que o reconhecimento da AACSB fosse negado.  A associação se retirou do Conselho de Credenciamento do Ensino Superior em setembro de 2016 e disse que buscaria a certificação ISO .  